# Oedipina fortunensis
Oedipina fortunensis es una especie de salamandra del género Oedipina, familia Plethodontidae. Fue encontrada por primera vez en 2006 por una expedición dirigida por el Dr. Gunther Koehler al oeste de la Cordillera Central, Panamá, cerca de Costa Rica, y su ubicación en otros lugares aún no se ha confirmado. Fue descrita por Köhler, Ponce y Augusto Chaves Batista en 2007. Es bastante similar a Oedipina savagei.

## Etimología
Su nombre de especie, compuesto por fortun[a] y el sufijo latino -ensis , "que vive en, que habita", le fue dado en referencia al lugar de su hallazgo, la Reserva Forestal de Fortuna.